# ماریان سیپنیوسکی
ماریان سیپنیوسکی (انگلیسی: Marian Sypniewski؛ زادهٔ ۳۰ آوریل ۱۹۵۵) ورزشکار شمشیربازی اهل لهستان است.
وی در مسابقات کشوری و بین‌المللی در مجموع برندهٔ ۲ مدال برنز شده‌است.